# Tireoidite de Riedel
Tireoidite de Riedel ou tiroidite fibrótica crônica é uma inflamação autoimune da tiroide que se espalha para os tecidos próximos do pescoço formando um bócio denso, duro e indolor e fibrose sistêmica. Descrito pela primeira vez por Bernhard Riedel em 1883. Causa hipotireoidismo em 30% dos casos e raramente hipertiroidismo. É uma doença rara, com incidência de cerca de 1 em cada 100.000 habitantes, sendo 80% dos caso mulheres e mais comum entre os 40 e 60 anos.

## Causas
Provavelmente está relacionada a um grupo relativamente novo de doenças raras: as doenças sistêmicas relacionadas com IgG4. Outra teoria é que cerca de 70% dos casos são autoimunes e os outros 30% são por distúrbio fibrótico primário, como a fibroesclerose multifocal.

## Sinais sintomas
Conforme a fibrose (tecido conjuntivo formado na cicatrização) do pescoço formando um bócio cada vez maior, ela causa:
- Obstrução parcial das vias respiratórias;
- voz rouca ou estridente (disfonias);
- Hipotireoidismo (30% dos casos);
- Dificuldade para engolir (disfagia);
- Tosse seca;
- Raramente gera problemas na paratireoides ou hipertireoidismo.

Os sintomas podem desaparecer sozinhos (remissão espontânea) e raramente é fatal. 

## Diagnóstico
O médico provavelmente irá executar exames de sangue para verificar a existência de desequilíbrios nos níveis de hormônios da tireoide, e anticorpos elevados, mas para confirmar o diagnóstico é necessário uma biópsia aspirativa com uma agulha fina. Quando diagnosticado é importante buscar sinais de outras fibroses fora do pescoço, pois pode ser apenas sintoma de uma fibroesclerose multifocal.

## Tratamento
A prednisona, um corticosteroide, pode ajudar a aliviar os sintomas. Outra opção é o tamoxifeno, um bloqueador de estrogênio, um novo tratamento para retardar ou resolver progressão da tireoidite de Riedel. E quando há hipotireoidismo pode-se usar levotiroxina como terapia de reposição hormonal. Raramente, a tireoidite pode interferir com a capacidade de engolir ou respirar e cirurgia para retirar o tecido fibrótico pode ser necessária.